# Sasando

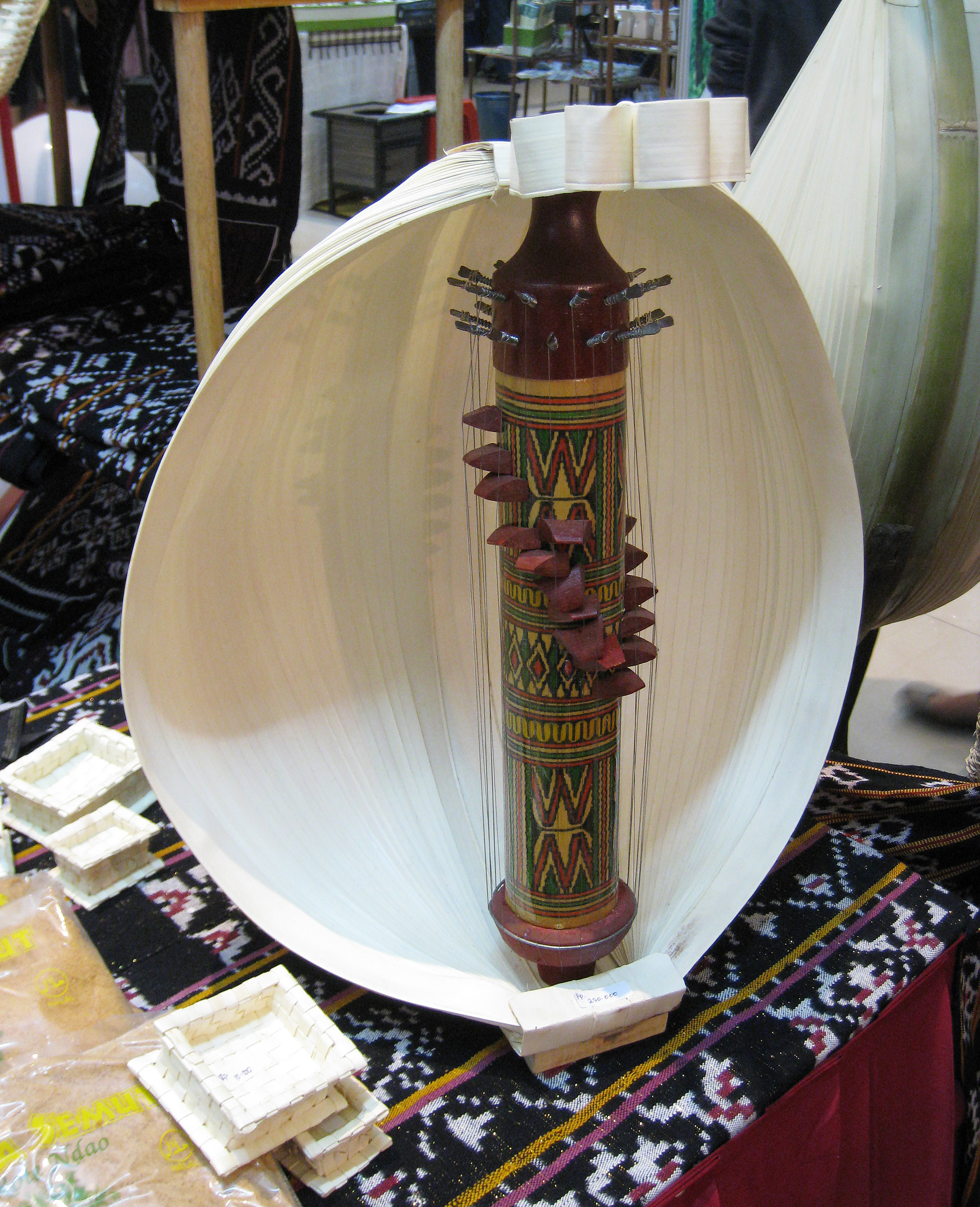
Sasando.

O Sasando, também conhecido como Sesando ou Sasandu, é uma harpa tradicional da ilha de Roti, província de Sonda Oriental, na Indonésia, e em Timor-Leste.
O nome Sasando é derivado da palavra do dialeto roti "sasandu", que significa "vibração" ou "instrumento que soa". Acredita-se que o Sasando já era de amplo conhecimento das pessoas da ilha de Roti desde pelo menos o século VII.
A parte principal do Sasando é um tubo de bambu que serve como a estrutura do instrumento. Em torno do tubo há várias peças de madeira que servem como cunhas onde as cordas são esticadas a partir do topo para a base. A função das cunhas é segurar as cordas mais altas da superfície do tubo, bem como para a produção de vários comprimentos de cadeias de caracteres, com a finalidade de criar diferentes notações musicais. O tubo de bambu amarrado está rodeado por um ventilador com um tipo de saco de Lontar seco, ou folhas da planta palmyra (Borassus flabellifer), que funciona como o ressonador do instrumento. O Sasando é tocado com ambas as mãos, que atingem as picadas do tubo de bambu, através da abertura na parte da frente. Os dedos do tocador, então, arrancam as cordas de uma forma semelhante a jogar uma harpa ou Kacapi.
O Sasando tem 28 ou 56 strings. O Sasando com 28 cordas é chamado Sasando engkel, enquanto o que possui 56 cordas recebe o nome de Sasando dobel ou, ainda, Sasando engkel de cordas duplas, no Ocidente.

## História
Segundo a tradição local, a origem do Sasando está ligada à lenda do povo Roti sobre Sangguana. A história diz que uma vez havia um menino chamado Sangguana, que viveu na ilha de Roti. Um dia, quando ele caminhava em direção à savana, ele se sentiu cansado e adormeceu debaixo de uma árvore de palmeira. Sangguana sonhou que ele tocava uma música bonita com um instrumento único, cujo som e a melodia eram muito encantadores. Quando acordou, surpreendentemente, Sangguana poderia ainda lembrar os tons que ouviu no sonho. Querendo ouvi-lo mais uma vez, ele tentou adormecer novamente. Mais uma vez, ele sonhou com a mesma música e o mesmo instrumento. Sangguana estava apreciando seu sonho, mas eventualmente ele tinha que acordar. Não querendo perder os belos sons de seu sonho, Sangguana tentou recriar os sons e rapidamente criou um instrumento musical com folhas de Palmyra com as cordas no meio, com base em sua memória do sonho, que se tornou a base do Sasando.